# Harrell (Arkansas)
Pour les articles homonymes, voir Harrell.
Harrell est une municipalité du comté de Calhoun, dans l'État de l'Arkansas aux États-Unis.

## Démographie
| 1940 | 1950 | 1960 | 1970 | 1980 | 1990 | 2000 | 2010 |
| ---- | ---- | ---- | ---- | ---- | ---- | ---- | ---- |
| 273  | 342  | 267  | 269  | 302  | 258  | 293  | 254  |